# Acetalisering
Een acetalisering is een organische reactie waarbij een acetaal of thio-acetaal wordt gevormd door reactie van een carbonylverbinding met twee alcoholen. De reactie verloopt onder zure katalyse. Daarbij kan zowel gebruikgemaakt worden van brønstedzuren (zoals zwavelzuur of p-tolueensulfonzuur) als van lewiszuren (zoals zwaveldioxide of boortrifluoride).
De acetalisering is een evenwichtsreactie.

## Reactiemechanisme
De acetalisering verloopt in 7 stappen. De eerste 3 stappen betreffen de vorming van een hemiacetaal; deze kunnen zowel door een zuur als door een base worden gekatalyseerd. Tijdens laatste 4 stappen wordt het hemiacetaal omgezet tot het acetaal. Deze reacties kunnen enkel door een zuur worden gekatalyseerd.

### Vorming van het hemiacetaal
1. De carbonylgroep in het substraat (meestal een keton of aldehyde) wordt geactiveerd door protonering:

2. De hydroxylgroep in het alcohol fungeert als nucleofiel en valt aan op het carbonylkoolstofatoom:

3. De geprotoneerde alkoxygroep staat zijn proton af en het hemiacetaal wordt gevormd:

### Vorming van het acetaal
1. De hydroxylgroep in het hemiacetaal wordt geprotoneerd:

2. Water wordt geëlimineerd en het ontstane carbokation kan gestabiliseerd worden door de elektronenduwende alkoxygroep:

3. Een tweede molecule alcohol kan aanvallen op dit carbokation:

4. De geprotoneerde alkoxygroep staat zijn proton af en het acetaal wordt gevormd:

## Verschuiving van het evenwicht
Omdat tijdens de reactie de entropie afneemt (het aantal vrijheidsgraden in het systeem daalt omdat er minder producten zijn dan reagentia), wordt vaak gebruikgemaakt van een diol (zoals 1,2-ethaandiol of 1,3-propaandiol) in plaats van twee alcoholen. De twee hydroxylgroepen zitten hier samen in één molecule. 
Soms wordt het alcohol gewoon als overmaat toegevoegd om het evenwicht naar rechts te verdrijven. Ook ortho-esters worden aangewend (onder zure omstandigheden) om aan dit probleem tegemoet te komen.
Een ander probleem is de vorming van water, dat vaak de reactie kan terugdrijven. Door gebruik te maken van een Dean-Stark-apparaat kan het water als azeotroop met tolueen of hexaan worden weggedestilleerd. Voor lager kokende acetalen kan gebruik gemaakt worden van een aangepast Dean-Stark-apparaat, waarbij de onderlaag wordt teruggevoerd naar het reactiemengsel, waarbij dichloormethaan als azeotroop-vormer gebruikt kan worden.